# Cara Stawicki
Cara Stawicki (29 de enero de 1983) es una deportista estadounidense que compite en remo.
Ganó dos medallas en el Campeonato Mundial de Remo, oro en 2019 y plata en 2022.

## Palmarés internacional
| Campeonato Mundial | Campeonato Mundial       | Campeonato Mundial | Campeonato Mundial     |
| Año                | Lugar                    | Medalla            | Prueba                 |
| ------------------ | ------------------------ | ------------------ | ---------------------- |
| 2019               | Ottensheim (Austria)     | Medalla de oro     | Dos sin timonel ligero |
| 2022               | Račice (República Checa) | Medalla de plata   | Cuatro scull ligero    |